# Besleria neblinae
Besleria neblinae är en tvåhjärtbladig växtart som beskrevs av Feuillet. Besleria neblinae ingår i släktet Besleria och familjen Gesneriaceae. Inga underarter finns listade i Catalogue of Life.